# Cantó de Vienne-Sud
El cantó de Vienne-Sud és un cantó francès del departament de la Isèra, situat al districte de Vienne. Té 10 municipis i el cap és Viena del Delfinat.

## Municipis
- Chonas-l'Amballan
- Les Côtes-d'Arey
- Estrablin
- Eyzin-Pinet
- Jardin
- Moidieu-Détourbe
- Reventin-Vaugris
- Les Roches-de-Condrieu
- Saint-Sorlin-de-Vienne
- Viena del Delfinat

| Data d'elecció                           | Identitat        | Partit                     | Qualitat |
| ---------------------------------------- | ---------------- | -------------------------- | -------- |
| 1945-1955                                | Jean Novat       | MRP                        |          |
| 1955-1973                                | Noël Chapuis     | MRP, després Divers droite |          |
| 1973-1979                                | Louis Mermaz     | PS                         |          |
| 1979-1985                                | Gérald Eudeline  | PS                         |          |
| 1985-2001                                | Jacques Remiller | UDF                        |          |
| 2001-2011                                | Patrick Curtaud  | RPR, després UMP           |          |
| 2011-                                    | Jacques Thoizet  | PS                         |          |
| les dades anteriors no són pas conegudes |                  |                            |          |